# Стропоріз

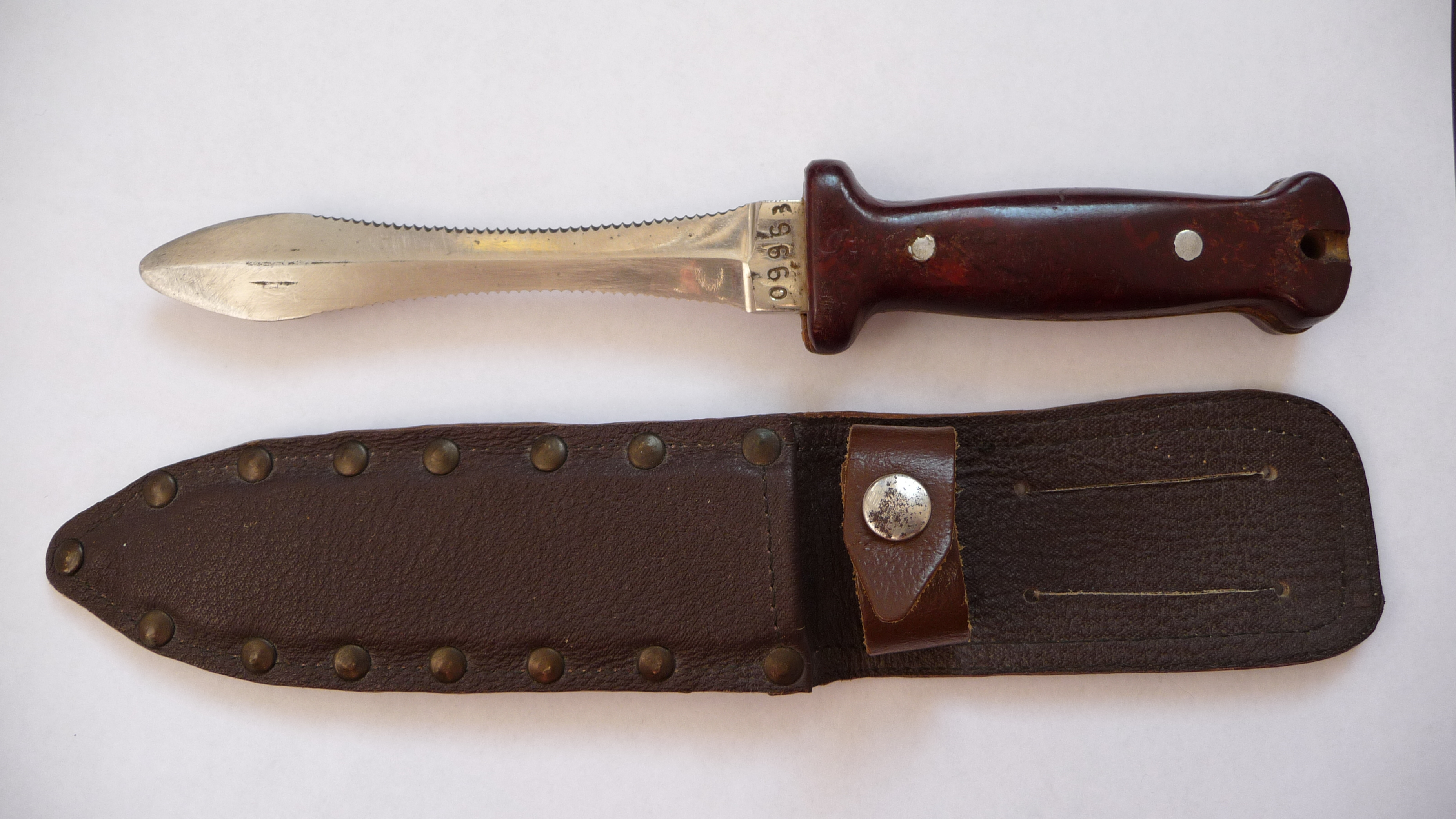
Стропоріз радянських повітрянодесантних військ

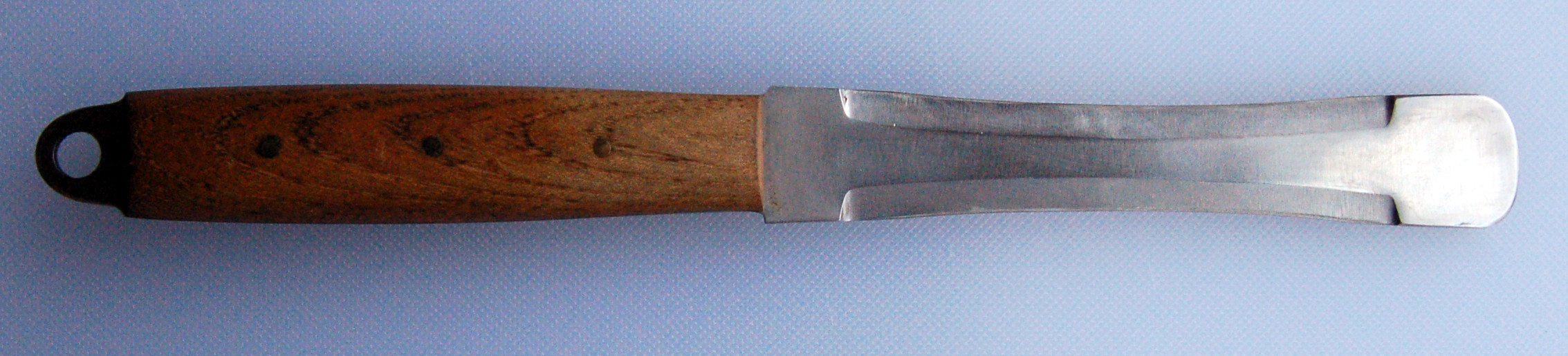
Ніж-стропоріз збройних сил НДР.

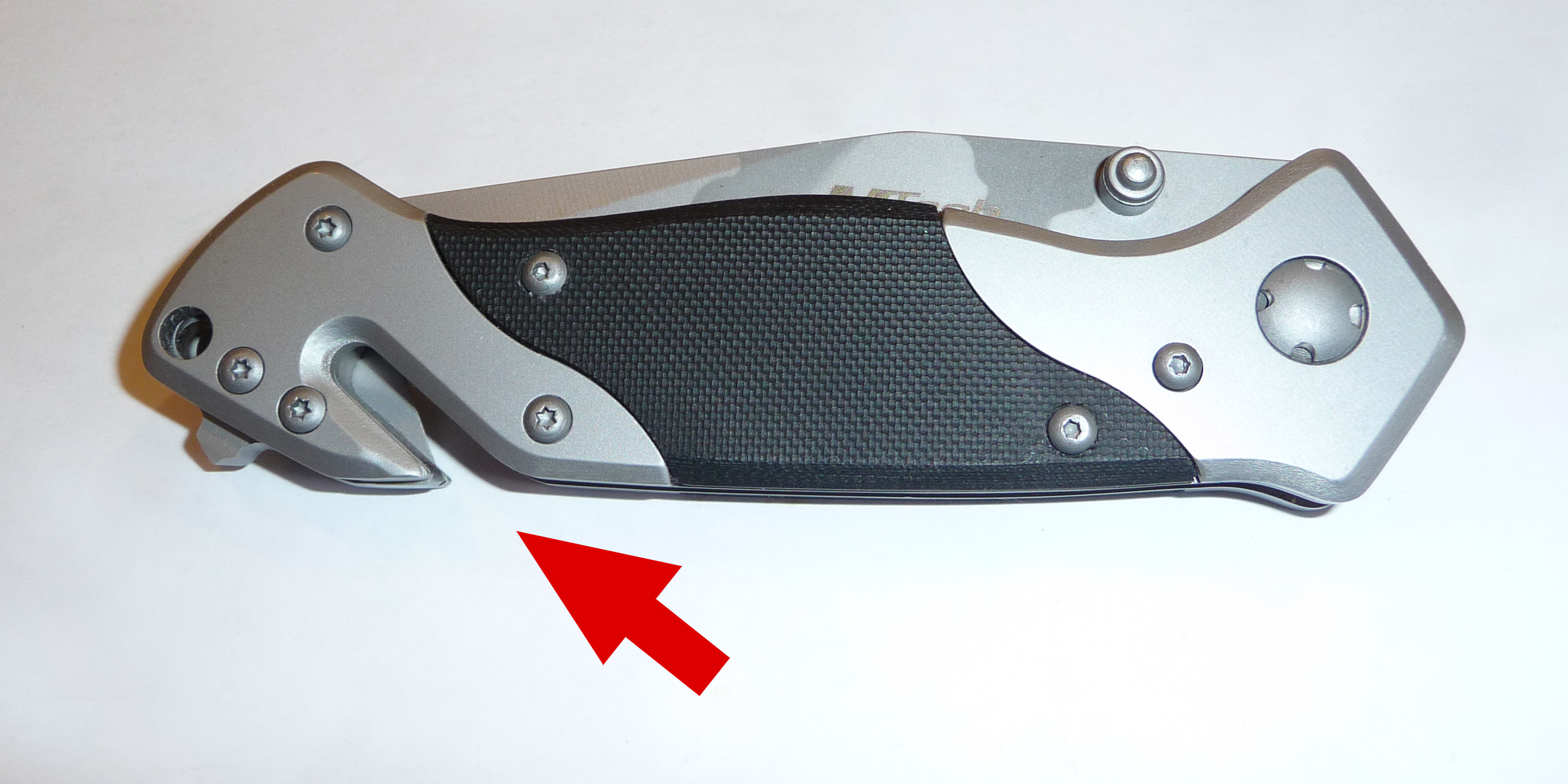
Безпечний стропоріз (вказаний стрілкою). Елемент колодки ножа, що складається

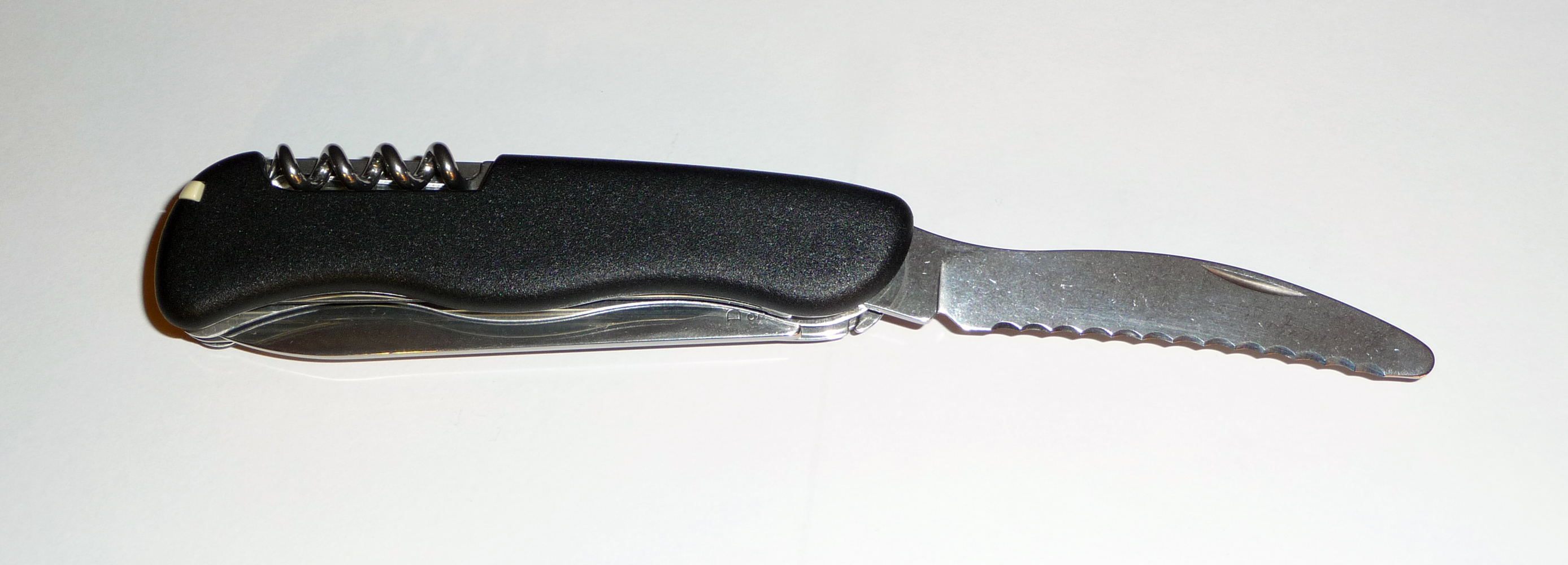
Стропоріз у складаному ножі виробництва компанії Victorinox

Стропоріз або ніж-стропоріз — спеціальний ніж для розрізання стропів, ременів, канатів, мотузок, сіток. Спочатку стропоріз призначався для парашутистів як інструмент для власного порятунку. З його допомогою можна позбавитися від основного купола, якщо парашут не розкрився, або звільнитися після невдалого приземлення (на дерево або у воду). Ніж-стропоріз був прийнятий на озброєння в різних арміях світу наприкінці 30-х — початку 40-х років XX століття.
На початок XXI століття стропоріз знайшов набагато більших варіантів ужитку, так їх активно використовують також у вітрильному спорті, у дайвінгу, в скелелазінні і альпінізмі. Стропорізи входять до складу спорядження служб пошуку та порятунку. Зокрема, ними розрізають ремені безпеки для звільнення постраждалих в автомобільних аваріях.

## Зразки ножів-стропорізів
Kappmesser M 1937 — складаний ніж німецьких парашутистів часів Другої світової війни. Відкриття леза можливо однією рукою, гравітаційний варіант (лезо випадає під власною вагою) або інерційний (за рахунок різкого помаху). Додатково в рукоятці мається швайка для розплутування стропів.
Ніж-стропоріз повітрянодесантних військ ЗС СРСР — нескладний ніж з симетричним двосічним клинком. Лінія ріжучої кромки увігнута з серрейторним заточуванням. Кінчик клинка закруглений для безпеки. Випускався з пластиковими піхвами, а також з піхвами зі шкіри або шкірозамінника. Клинок товстий, ромбоподібного перерізу, на ньому викарбувано серійний номер ножа. Ефективність цього стропоріза викликала сумніви, тому багато десантники воліли мати при собі звичайний гострий ніж під час стрибка.
Сучасний російський ніж-стропоріз з автоматичним клинком, який вискакує з колодки вперед. Коле вістря відсутня, кінчик клинка прямокутний.
Victorinox rescue tool — складний ніж виробництва швейцарської фірми Victorinox, інструмент для служб порятунку. Крім звичайного ножа до його складу входить ніж-стропоріз.